# Palast der Wissenschaft und Technik
Der Palast der Wissenschaft und Technik (과학기술전당건설장) bzw. Sci-Tech Complex ist ein 2015 erbautes Forschungs- und Studienzentrum in Pjöngjang, Nordkorea. Das Institut dient nicht nur Forschung und Entwicklung, sondern auch der Ausbildung. Der Grundriss des Gebäudes ähnelt dem Atomsymbol. Außerdem wurden Außenanlagen wie Parks und Brunnen angelegt. In der zentralen Halle, die bis zur 3. Etage reicht, befindet sich ein Modell einer Rakete. Weiterhin gibt es hier Plätze für Fernstudium, Konferenzen, Symposien und Ausstellungen. Für Kinder gibt es einen Erlebnisbereich, Traumhalle genannt, und ein Museum für die Entwicklungsgeschichte der Wissenschaft und Technik wurde eingerichtet. Zum Schutz vor Überschwemmungen wurde ein mehrerer Kilometer langer Damm errichtet. Die Gesamtfläche beträgt 106.600 m² und wird damit fast so groß wie die der Großen Studienhalle des Volkes ausfallen. Für den Bau wurden größtenteils Angehörige der Koreanischen Volksarmee eingesetzt. Die Chungsong-Brücke erhielt einen dreispurigen Zubringer, weiterhin wurde hierher eine neue Linie des Oberleitungsbusses eingerichtet. In einem Nebengebäude können bis zu 500 Gäste übernachten. Auf dem Gelände befinden sich 3700 Solarmodule, welche vorrangig der eigenen Energieversorgung dienen, es ist somit eine der größten Solaranlagen im Land.
Kim Jong-un besuchte die fertiggestellten Gebäude am 28. Oktober 2015. Die offizielle Eröffnung fand am 1. Januar 2016 statt. Der Sci-Tech Complex befindet sich auf der Insel Ssuk-sŏm im Taedong-gang im Stadtteil Rakrang-guyŏk in Pjöngjang.